# Balmea stormae
Balmea stormae är en måreväxtart som beskrevs av Maximino Martinez. Balmea stormae ingår i släktet Balmea och familjen måreväxter. Inga underarter finns listade i Catalogue of Life.